# Клохжордан (станция)
Клохжордан — железнодорожная станция, открытая 5 октября 1863 года и обеспечивающая транспортной связью одноимённую деревню в графстве Северный Типперэри, Республика Ирландия.